# Escut de Tonga
L'escut de Tonga es va adoptar el 1875, juntament amb la Constitució del Regne.
És un escut quarterat: al primer, d'or, tres estrelles de sis puntes d'argent; al segon, de gules, la Corona Reial de Tonga al natural; al tercer, d'atzur, un colom volant d'argent amb una branca d'olivera de sinople al bec; al quart, d'or, tres espases d'argent amb el mànec a sota, una posada en pal i per damunt de les altres dues passades en sautor. Ressaltant sobre el tot, una estrella de sis puntes d'argent carregada amb una creu abscissa de gules.
A la part baixa de l'escut hi ressalta una cinta d'argent porta el lema nacional en tongalès escrit en lletres majúscules de sable: KO E ʻOTUA MO TONGA KO HOKU TOFIʻA ('Déu i Tonga són la meva herència'). Darrere l'escut, acoblades, dues banderes de Tonga passades en sautor. Timbra l'escut la Corona Reial de Tonga voltada per una corona de llorer.
Les tres estrelles al·ludeixen els principals grups d'illes que formen l'arxipèlag: Tongatapu, Vavaʻu i Haʻapai. La corona és el símbol de la monarquia, representada també per les tres espases, que fan referència a les tres dinasties regnants de Tonga: Tuʻi Tonga, Tuʻi Haʻatakalaua i l'actual Tuʻi Kanokupolu. El colom és el símbol bíblic de la pau; també hi ha al·lusions religioses en la creu cristiana i el lema nacional.